# Goud(I)fluoride
Goud(I)fluoride is een anorganische verbinding van goud en fluor met de formule {\displaystyle {\ce {AuF}}}. Tot nu toe (2005) is het nog niet gelukt de vaste stof te isoleren, maar het bestaan is aangetoond met behulp van spectroscopie die zich op de rotatie van moleculen richt en met massaspectrometrie.
Met behulp van een NHC ligand is het mogelijk gebleken een complex te bestuderen.